# British Rail Class 378
British Rail Class 378 Capitalstar

— клас електричних пасажирських поїздів, що складається з кількох одиниць, спеціально розроблений для London Overground. 
Цей клас є розвитком поїздів класу 376, що на початок 2020-х використовуються Southeastern, і також є частиною лінійки Bombardier Electrostar, але мають значні відмінності. 
Перш за все, Class 378 має повністю поздовжні сидіння, подібні до тих, що використовуються в рухомому складі лондонського метро, що необхідно для обслуговування великого пасажиропотоку на лондонському метро. 
Агрегати були побудовані компанією Bombardier Transportation і були доставлені двома окремими партіями.
Всього було побудовано 57 п’ятивагонних поїздів, більшість з яких спочатку були побудовані як три- або чотиривагонні потяги.
Потяги Class 378/2 працюють як на постійному (750 В), так і перемінному струмі (25 кВ/50 Гц). 
Клас 378/1, працює лише на постійному струмі.

Class 378/0s поставлялися як одиниці з 3 вагонів, двосистемні. 
В 2009–2010 роках вони були розширені до 4-вагонних потягів.
Class 378/1s поставлялися як потяги з 4 вагонів з живленням від третьої рейки. 
Вони використовуються на Східнолондонській лінії, раніше використовувалися на Watford DC line.
В 2014–2016 роках до всіх потягів було додано додатковий вагон, щоб збільшити місткість.